# Печера «Бездонна»
Печера «Бездонна» (Топсюс-Хосар) (КН 443-4) — карстова шахта (печера вертикального типу) на Чатирдазі в Криму, в 2,5 км на північний захід від г. Курт-Баїр. У печери є й інші назви: «Бездонний колодязь» і «Шахта Бездонна». Тюпсиз — «не має дна», Хосар — печера (тюрк.). Не обладнана для туристичного відвідування. Протяжність — 410 м, глибина — 195 м, площа — 1300 м², об'єм — 32000 м³, категорія складності — 2Б.

## Опис
Вхід знаходиться на дні карстової воронки в північній частині нижнього плато на висоті 950 м. Бездонний колодязь починається величезною воронкою з майже прямовисними південним, західним і східним бортами. Центральний ствол шахти має загальну глибину 140 м. На глибині 20-30 м він ускладнений глибокими карстовими кишенями, на глибині 60-80 м — роздуванням діаметром 20-25 м. З дна шахти починається похила частина порожнини. Її північне відгалуження пологе з численними напірними куполами, південніше — круто піднімається вгору на висоту понад 30 м, південно-західне, навпаки, плавно знижується на 10 м. Галерея з параболічними склепіннями поступово знижується, через 100 м повністю перекривається уламковим матеріалом і водними механічними відкладеннями. У них прокопано прохід, що виводить до 15-метрового колодязя, який приводить до двох невеликих залів.
Шахта закладена в товстошаруватих верхньоюрських вапняках. Після злив у нижній частині порожнини з'являються періодичні водотоки, що беруть початок з сифонних каналів її північного залу, зникаючі в заповнювачі південно-західної галереї і знову з'являються у залах на дні. На глибині 80-90 м на початку літа звичайні величезні (до 10 м завдовжки) крижані натікання, а на дні шахти — скупчення снігу потужністю до 15 м (навіть влітку). У нижньому залі є рясні скупчення  глини, а в головній галереї — погано відсортовані водні механічні та обвальні відкладення. Натічні відкладення рідкісні (каскадні напливи, геліктити).
Бездонна шахта відома з кінця XIX ст. Перший опис до глибини 100 м виконав в 1927 р. студент-геолог О. С. В'ялов (майбутній академік). Він спустився на глибину 95 м і закінчилися сходи. У 1938 р., за непідтвердженими даними, студент Ленінградського гірничого інституту Свіричевський досяг дна на глибині 150 м і виявив кілька бічних ходів. Потім печеру було досліджено в 1969 р. Комплексною карстовою експедицією АН УРСР (кер. В. М. Дублянський). Експедиція досягла дна і пройшла три горизонтальних ходи загальною довжиною 200 м. Загальна глибина склала 161 м. У 70-ті роки неодноразово відвідувалась сімферопольськими спелеологами, які прокопали прохід в нижню частину порожнини (кер. В. П. Душевський, А. Ф. Козлов та ін.), виявили 15-метровий колодязь, за ним ще два невеликі зали. Загальна глибина склала 195 м.

## Ресурси Інтернету
- Перелік класифікованих печер [Архівовано 4 серпня 2020 у Wayback Machine.]
- Бездонная пещера/колодец [Архівовано 2 квітня 2015 у Wayback Machine.]

## Виноски
1. ↑  Перелік класифікованих печер. Архів оригіналу за 4 серпня 2020. Процитовано 4 березня 2015.
2. ↑   В гідродинамічної пастці в стіні шахти було виявлено найбільше для кримських печер число печерних «перлин» в одній знахідці — 16185 шт., розмірами від 0,1 мм до 2,7 см.